# Addison (Teksas)
Addison je gradić u američkoj saveznoj državi Teksas. Prema popisu stanovništva iz 2010. u njemu je živjelo 13.056 stanovnika.